# Сінб'юшин
Сінб'юшин (бірм. ဆင်ဖြူရှင်; 12 вересня 1736 — 10 червня 1776) — м'янманський правитель у 1763—1776 роках. Ім'я перекладається як Володар білого слона.

## Життєпис

### Молоді роки
Одинз молодших синів Маун Аун Зеї, мйотуджі Шуебо, та Юн Сан. Народився 1736 року в селі Моксобо, отримавши ім'я Маун Іва. У тому ж році його батько став заступником вождя долини Му, їхнього рідного регіону. Отримав освіту звичайну для сина дрібного феодала. 1752 році, коли батько повстав, швидко звільнив Аву та центральні райони від монів, Маун Іва (тепер отримав ім'я Тадомінсо) супроводжував того в походах. 1754 року відвоював Аву в залоги Відродженого Гантаваді. В нагороду за це батько призначив його намісником цього міста.
У березні 1754 року в битві біля М'їньян спільно з братом Дабаїн Мін зазнав поразки від військ Відродженого Гантаваді. Відступив до Ави, організувавши її оборону до квітня, коли зміг завдати супротивникові поразки. Переслідував ворожу армію до регіону Мінбу. Невдовзі батько надав йому титул і володіння князя М'єду. До 1759 року брав участь у походах батька з підкоренняВіродженого Гантаваді та Маніпуру. Бувучасником походу проти Аюттхаї. Саме він був з батьком в момент його смерті 1760 року в портовому місті Мартабан.
Невдовзі отрганізував змову проти брата Дабаїн Міна, що зійшов натрон як Наундог'ї. Намагався залучити військо для захоплення трону, але марно. Наундог'ї пробачив братові. Незабаром став офіційним спадкоємцем трону під ім'ям Сінб'юшин. З цього часу зберігав тому вірність. 1763 року успадкував трон, прийнявши року тронне ім'я Тхірітуріядгамма Магадгаммараза Разадхіпаті.

### Панування
27 листопада 1764 року переніс столицю з Сікайну до Ави, яку наказав відбудувати. Брами останньої були названі на честь завойованих держав: на східній стороні Чіангмай, Мартабан, Могаунг; на півдні — Каїнгма, Гантавадді, М'єде, Онбаунг; на заході — Гандаларит, Сандапурі, Кенгхунг; на півночі — Тенасерім і Йодая.

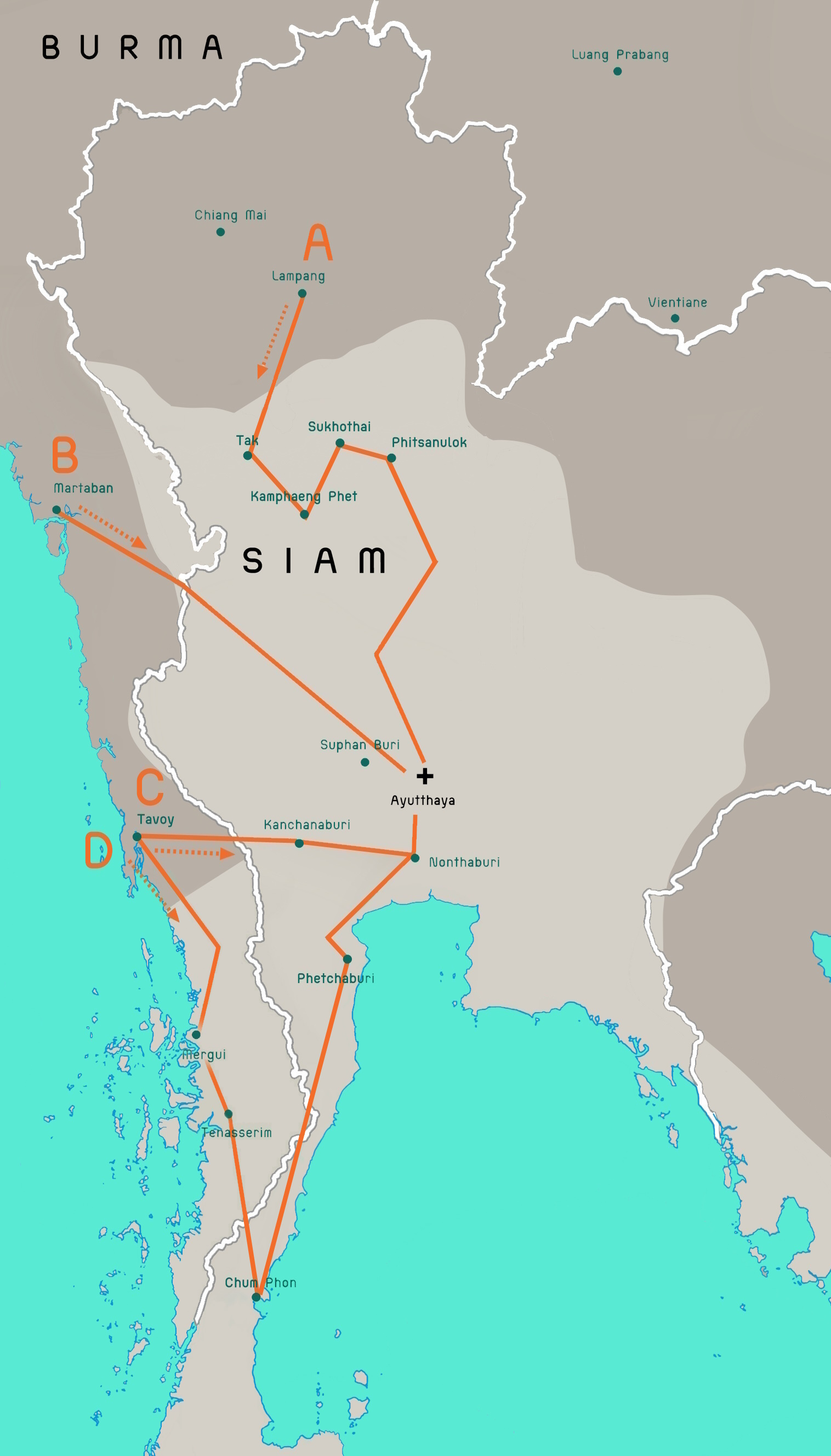
Кампанія проти Аюттхаї

Невдовзі розпочав військову кампанію проти Аюттхаї, створивши 2 армії. В цей час Бгарат Шах, колишній мейдінг Манніпура, відвоював трон, поваливши Гуру Шаха, васала Сінб'юшина. У грудні 1764 року останній очолив поід на Маніпур, переміг Бгарат Шаха, поставивши ннатрон Маніпуру Джай Сінґха. У квітні 1765 року відбувся офіційний його переїзд до Ави. В цей час його війська протягом січня—березня 1765 року встановили зверхність над лаоськими державами В'єнтьян і Луангпрабанг. У 1766 року надав захист шанському князівству Кентунг від нападу
цінських військ.
У серпні почався наступ на Аюттхаю, з 20 січня почавши облогу її столиці, яка тривала до 7 квітня 1767 року, коли місто було захоплено. Ворожий володар Екатхат загинув. Величезні скарби було вивезено до Ави. Наприкінці року через загрозу з боку імперії Цін відвів більшість військ, що дозволило тайського командувачу Таксину, відвоювати більшість міст Аюттхаї.
В листопаді 1767 року цінський імператор Цяньлун відправив проти Сінб'юшина 50-тисячне елітне військо (складалося переважно з манчжурів та монголів) на чолі із своїм зятем Мінь Юєм. У грудні військо Сінб'юшина зазнало поразки у битві в ущелині Готейк, що спонукало м'янськоговолодаря відкликати свої армії з Аюттхаї. У березні 1768 року в битві біля Маймйо (на підступах до столиці) було завдано поразки цінському війську. Влітку 1768 року знову повстав Маніпур. До 1770 року було втрачено усі завоювання в тайських землях.
У жовтні 1769 року нова цінська армія вдерлася до країни. До початку грудня всі ворожі сили були оточені між містами Каунгтон і Швеньяунгбін на півночі. М'янмські колмандуючи без відома Сінб'юшина вони погодилися на перемир'я і дозволили супротивнику відійти без зброї. Це перемир'я не визнали жодна зі сторін. Цінський імператор Цяньлун не прийняв угоди. Сінб'юшин розірвав свою копію договору.
У січні 1770 року було відновлено зверхність над Маніпуром. У 1771 році було складено нову збірку законів «Манусара Швемін Дгамматхат», засновану на старих книгах законів (вийшла бірманською мовою та палі). В цій ситуації невизначеності з імперією Цін кожна зі сторін розмістила на кордоні чималі війська. Якщо на військових можливостях імперії це не суттєво позначилося, тому Сінб'юшин вимушен був на деякий час відмовитися від планів контролю над Аюттхаєю.
1773 року відбулося повстання військових з числа монів в м. Мартабан. Воно було спровоковано несправдливим ставленням командування з числа бірманців до нижчестоячих монів. Зрештою вдалося придушити заворушення, але близько 3 тис. вояків з родинами втекли до Тонбурі, що послабило південну армію та змусило Сінб'юшина скасувати плани військової кампанії проти цієї держави.
1774 року володар захворів, що спровокувало інтриги щодо можливого спадкоємця. Його наказами все частіше ігнорувалися військовиками, внанслідок чого Сінб'юшин став параноїком, довіряючи лише французькому найманцю П'єру де Міляру. В цей час за його наказом було збільшено висоду пагоди Шведагон (позолочено її на власну вагу золота) та споруджено золотий шпиль, всипаний коштовним камінням, замість шпиля, зруйнованого під час землетрусу 1769 року. У грудні 1774 року наказав стратити Бінья Далу, колишнього правителя Відродженного Гантаваді, що перебував у полоні. Його разом з родиною було втоплено в річці Іраваді.
Зацих обставин в Чіангмаї повстало населення проти здирництва намісником Тадоміндіна. На бік Тонбурі перейшов військовик Немйо Тхіхапате, внаслідок чого 15 січня 1775 року ворог захопив цю область. Невдовзі відбулося нове повстання в Маніпурі, але було швидко придушено. Війська також встановили зверхність над князівством Качар.
У листопаді 1775 року 34-тисячне військо виступило проти Тонбурі. Одній з м'яманській армій вдалося відвоювати Чіангмай, аіншій— зайняти ворожі провінції Пхітсанулок і Сукхотай. У червні 1776 року подальше просування зупинилося. В цей час помирає Сінб'юшин, що спричинило завершення походу та повернення військ на батьківщину. Трон спадкував його син Сінгу Мін.

## Меценатство
У 1765 році замовив переклад В'якарани з санскриту бірманською мовою. Маунгдаун Саядо перекладав за допомогою 9 вчених-брагманів, яких Сінб'юшин запросив до свого двору з Варанасі.
Полюбляв поезію, захоплювався старовинними творами, підтримував поетів. Його дружина Магтве була відомою поетесою. також знаним поетом був Летве Тхондара, секретар ради міністрів (глутто).